# Terza guerra macedonica
La terza guerra macedonica (171 a.C. - 168 a.C.) è stata una guerra combattuta tra Roma e il regno di Macedonia governato all'epoca dal re Perseo.

## Antefatti
Alla morte di Filippo V di Macedonia nel 179 a.C. il regno fu ereditato dal suo ambizioso figlio. Perseo si era sposato con Laodice, figlia di Seleuco IV d'Asia, incrementando così il suo potenziale militare, e aveva stretto alleanze con la popolazione epirota dei Molossi e con il re d'Illiria Genzio. Progettava inoltre di riformare un'alleanza con alcune poleis greche. Il re annunciò che avrebbe potuto portare riforme in Grecia e restaurarne l'antica forza e splendore. I romani iniziarono a preoccuparsi che Perseo potesse ostacolare la loro politica di controllo nella penisola ellenica. Il re Eumene II di Pergamo, acerrimo nemico della Macedonia e fedele alleato di Roma in Asia Minore, accusò Perseo di violare leggi di altri stati e le condizioni di pace stabilite tra Roma e la Macedonia. Ecco in particolare la lettera di accuse:
"[Perseo] ha continuato a compiere le peggiori azioni nei confronti dell'intera Grecia, accogliendo, tra le altre malvagità da lui concepite, coloro che erano stati esiliati dalle loro città. Egli indebolì le classi dirigenti, accattivandosi al contempo il favore delle masse, con la promessa della cancellazione dei debiti e l'organizzazione di rivoluzioni, chiarendo in tal modo quale era il suo atteggiamento nei confronti dei Greci e dei Romani. In conseguenza di ciò i Perrebi, i Tessali e gli Etòli patirono irrimediabili sciagure e i barbari si fecero ancora più minacciosi per i Greci. Progettando da lungo tempo la guerra contro di noi, in modo che, lasciatici privi d'aiuto, potesse asservire tutte le città della Grecia senza che nessuno si opponesse, corruppe l'illirico Genzio affinché insorgesse contro di noi. Progettò di uccidere, con l'aiuto di Evandro, il re Eumene, nostro amico e alleato, quando questi si recò in pellegrinaggio a Delfi per adempiere al voto, non curandosi della protezione che il dio assicura a tutti coloro che si recano presso di lui e del fatto che la sacralità e l'inviolabilità della città di Delfi per i Greci e per i barbari è stata riconosciuta da tutti gli uomini da tempo immemorabile."
I romani, preoccupati per i delicati equilibri politici della Grecia, dichiararono così guerra alla Macedonia.

## Operazioni belliche
Perseo vinse la prima battaglia, sulla collina di Callinico (presso Larissa), dove sconfisse le forze di Publio Licinio Crasso. Il re offrì le condizioni di pace ai romani che le rifiutarono. Per diverso tempo i romani ebbero problemi a disciplinare le proprie truppe, e i loro comandanti non riuscirono a trovare la via per invadere con successo la Macedonia.
Nel frattempo, Perseo sconfisse un altro contingente romano in Illiria. Il re macedone provò a portare Eumene II e Antioco IV dalla sua parte, ma fallì. Nel 169 a.C. il console Quinto Marcio Filippo attraversò il Monte Olimpo ed entrò in Macedonia. Comunque le sue truppe erano all'inizio esauste per combattere, e proseguirono la loro marcia. Nel 168 a.C. l'illirico Genzio venne annientato con una rapida campagna militare, e nello stesso anno Perseo venne sconfitto dalle truppe del console romano Lucio Emilio Paolo nella Battaglia di Pidna.

## Conseguenze
Perseo venne quindi deposto, privato dei suoi privilegi regali e deportato a Roma. La Macedonia venne divisa in quattro repubbliche, stati clientes della repubblica romana che non potevano intrattenere alcun rapporto tra loro. La Lega Achea fu costretta a consegnare 1000 persone di lealtà sospetta, tra cui il famoso storico Polibio. Queste repubbliche furono costrette a pagare tributi a Roma. I rapporti tra la Macedonia e la Grecia furono ridotti. Questa fu la definitiva fine della Macedonia ellenistica e della dinastia degli Antigonidi.
Secondo Polibio, Emilio Paolo dopo la fine di Perseo distrusse settanta città della Macedonia, la maggior parte delle quali apparteneva al popolo dei Molossi, e ridusse in schiavitù 150 000 persone.
Secondo lo storico Plutarco, di ritorno dalla guerra Lucio Emilio Paolo portò a Roma l'intera biblioteca di Perseo.